# Philenora sordidior
Philenora sordidior là một loài bướm đêm thuộc phân họ Arctiinae, họ Erebidae.